# Muromština
Muromština je mrtvý jazyk spadající do finsko-volžské podskupiny ugrofinských jazyků. Hovořili jím lidé z kmene Muromců, kteří žili na území dnešního Muromského rajónu
ve Vladimirské oblasti v Rusku. O tomto jazyku není příliš mnoho známo, údaje o něm máme především z toponymie. Považuje se za příbuzný jazyk současným mordvinským jazykům erzja a mokša. Muromština zanikla ve středověku okolo r. 1000, když byli Muromci asimilováni východoslovanskými kmeny. Od názvu kmene Muromců pochází jméno města Murom, někdejšího důležitého politického centra Ruska a hlavního města knížectví. V okolí města v dnešní době stále žijí lidé, kteří odvozují svůj původ od Muromců.
Příjmení postavy Ilji Muromce z ruských bylin zjevně odkazuje na muromskou etnicitu či původ v oblasti Muromy. 
V ugrofinských jazycích se výraz muroma používá ve významu mořský terén.